# Wiwilí
Wiwilí – miasto w Nikaragui, w departamencie Jinotega, 20 km od granicy z Hondurasem. W 2010 liczyło 7286 mieszkańców.

## Miasta partnerskie
- Fryburg Bryzgowijski, Niemcy